# Lista odcinków serialu Liv i Maddie
Poniżej znajduje się lista odcinków serialu Liv i Maddie emitowanego w Polsce od 7 grudnia 2013 roku na kanale Disney Channel.

## Odcinki
| Seria | Odcinki | Premiera serii   | Finał serii      | Premiera serii   | Finał serii          |
| ----- | ------- | ---------------- | ---------------- | ---------------- | -------------------- |
| 1     | 21      | 19 lipca 2013    | 27 lipca 2014    | 7 grudnia 2013   | 25 października 2014 |
| 2     | 24      | 21 września 2014 | 23 sierpnia 2015 | 7 lutego 2015    | 8 stycznia 2016      |
| 3     | 20      | 13 września 2015 | 19 czerwca 2016  | 15 stycznia 2016 | 10 grudnia 2016      |
| 4     | 15      | 23 września 2016 | 24 marca 2017    | 7 stycznia 2017  | 9 grudnia 2017       |

### Seria 1:2013–14
| 1 | Twin-a-Rooney           | Się wita Liv                | Andy Fickman | John D. Beck i Ron Hart                             | 19 lipca 2013        | 7 grudnia 2013       | 101 |
| Liv wraca z Hollywood do rodziny, gdyż za nimi tęskniła. Występowała tam w programie pt. „Wydaj głos”. Rodzina chce ją powitać. Maddie mówi siostrze bliźniaczce, że ma na oku chłopaka, jednak Liv nie słucha jej. Liv chcąc przeprosić Maddie za zachowanie postanawia udawać Maddie i zaprosić chłopaka na tańce. On się nie zgadza. Teraz Liv musi powiedzieć o tym Maddie. Nie wszystko idzie po ich myśli. Tymczasem Joey i Parker korzystając z powrotu Liv chcą zrobić w swoim pokoju Brato-schron. Gościnie: Ryan McCartan jako Diggie Piosenka: On top on the World |                         |                             |              |                                                     |                      |                      |     |
| 2 | Team-a-Rooney           | Się gra w drużynie          | Andy Fickman | John D. Beck i Ron Hart                             | 15 września 2013     | 18 stycznia 2014     | 102 |
| Maddie zostaje kapitanem szkolnej drużyny koszykówki dziewcząt, więc Liv pomaga jej zdobyć szacunek dziewczyn. Tymczasem Joey i Parker szukają tarantul, które Parker przynosi do domu bez wiedzy matki. Gościnnie: Jessica Marie Garcia jako Grucha, Bridget Shergalis jako Brudas, Amanda Misquez jako Cassie, Larry Miller jako dyrektor Fickman |                         |                             |              |                                                     |                      |                      |     |
| 3 | Sleep-a-Rooney          | Się wstydzi                 | Andy Fickman | John Peaslee                                        | 22 września 2013     | 22 lutego 2014       | 107 |
| Liv odkrywa, ze podczas jej nieobecności Parker wiele się nauczył, więc postanawia spędzić z nim więcej czasu. Skutkiem tego zaczyna zawstydzać go przed kolegami. Tymczasem Maddie i Grucha pracują nad projektem do szkoły, a Pete i Joey jadą na wycieczkę do Mięsnego Dzikusa. Gościnnie: Jessica Marie Garcia jako Grucha, Carter Hastings jako Evan, Zack Ward jako Mike |                         |                             |              |                                                     |                      |                      |     |
| 4 | Steal-a-Rooney          | Się ukradło                 | Andy Fickman | Linda Mathious i Heather MacGillvray                | 29 września 2013     | 25 stycznia 2014     | 104 |
| Liv ma kłopoty ze znalezieniem przyjaciół w szkole, więc Maddie postanawia jej pomóc. Liv nie słucha jej rad i zaprzyjaźnia się ze złą dziewczyną. Tymczasem Joey jest niezadowolony z nowej pracy, ale nie może z niej odejść, gdyż musi spłacić swój rachunek za telefon. Gościnnie: Cozi Zuehlsdorff jako Ocean, Anne Winters jako Kylie, Samm Levine jako Chambers, Claudia Choi jako sprzedawczyni, Darlene Kandor jako Eleanor |                         |                             |              |                                                     |                      |                      |     |
| 5 | Kang-a-Rooney           | Się zakochuje               | Andy Fickman | Danielle Hoover i David Monahan                     | 6 października 2013  | 1 lutego 2014        | 105 |
| Joey zakochuje się w pewnej dziewczynie, ale nie wie jak do niej zagadać. Maddie postanawia mu pomóc. Tymczasem Parker i Pete zastawiają pułapki na złodzieja ich klauna. Gościnnie: Ryan McCartan jako Diggie, Cozi Zuehlsdorff jako Ocean, Gabrielle Elyse jako Skylar |                         |                             |              |                                                     |                      |                      |     |
| 6 | Skate-a-Rooney          | Się szykuje zemste          | Andy Fickman | John Peaslee                                        | 13 października 2013 | 8 lutego 2014        | 103 |
| Z Liv zrywa jej chłopak z Hollywood, Miller White, skateboarder, którego ma ocenić na zawodach. Tymczasem Parker i Joey chcą dowiedzieć się kim jest zamaskowany deskorolkowiec znany ze swoich ogromnych wyczynów. Gościnnie: Kurt Long jako Johnny Nimbus, Connor Weil jako Miller White, Allen Alvarado jako Skippy Ramirez |                         |                             |              |                                                     |                      |                      |     |
| 7 | Dodge-a-Rooney          | Się rywalizuje              | Andy Fickman | Heather MacGillvray i Linda Mathious                | 3 listopada 2013     | 15 lutego 2014       | 108 |
| Liv decyduje się zatrudnić jako wolontariuszka w domu starców, tam gdzie pracuje Maddie. Maddie nie podoba się to, że grupa Liv zajmuje miejsce jej grupy więc spór postanawiają rozstrzygnąć meczem w zbijaka. W międzyczasie Joey i Skippy pilnują szkolną maskotkę Jeżozwierza Pawełka przed złodziejami, a Parker próbuje naprawić swoją hulajnogę. Gościnnie: Ryan McCartan jako Diggie, Allen Alvarado jako Skippy Ramirez, Dennis Cockrum jako Baxter Fontanel, Jill Basey jako Janet Budge, Carol Mack jako Złotousty, Trina Parks jako Złotousta |                         |                             |              |                                                     |                      |                      |     |
| 8 | Brain-a-Rooney          | Się rusza głową             | Andy Fickman | Linda Mathious i Heather MacGillvray                | 10 listopada 2013    | 1 marca 2014         | 113 |
| Liv chce dołączyć do drużyny Joeya i Artiego w olimpiadzie naukowej. Joey niechętnie się zgadza, sądząc, że Liv nie jest zbyt inteligentna. Na olimpiadzie trzeba zbudować maszynę, która namaluje portret. Liv i Joey mają całkiem inne pomysły. Wtedy Joey mówi Liv, że nie jest inteligentna. Ta postanawia zbudować własną maszynę. Okazuje się być najlepsza. Joey przeprasza Liv i razem z Artiem wygrywają olimpiadę. Tymczasem Maddie chce sprzedać kilka starych rzeczy z domu, jednak Karen jest do nich przywiązana. Nieobecny: Tenzing Norgay Trainor jako Parker Rooney Gościnnie: Kurt Long jako Johnny Nimbus, Jessica Marie Garcia jako Grucha, Jimmy Bellinger jako Artie Smalls |                         |                             |              |                                                     |                      |                      |     |
| 9 | Sweet 16-a-Rooney       | Się ma 16 lat               | Andy Fickman | Sylvia Green                                        | 24 listopada 2013    | 15 marca 2014        | 106 |
| Liv i Maddie chcą urządzić wspólne 16 urodziny, jednak ich pomysły są całkiem różne. Karen w końcu mówi im, że nie urodziły się tego samego dnia. Liv postanawia z pomocą Karen, Pete, Parkera, Joeya, Diggiego, Gruchy i Brudasa zrobić jej imprezę niespodziankę po północy. Gościnnie: Ryan McCartan jako Diggie, Jessica Marie Garcia jako Grucha, Bridget Shergalis jako Brudas, Ronald Lawrence jako szeryf Tim, Daniel Browning Smith jako akrobata |                         |                             |              |                                                     |                      |                      |     |
| 10 | Fa-La-La-a-Rooney       | Się fa lalaluje             | Andy Fickman | Sylvia Green                                        | 1 grudnia 2013       | 15 grudnia 2014      | 111 |
| Liv jest poproszona o śpiewanie w święta w duecie z dziewięcioletnią partnerką, jednak dziewczynka nie jest taka jak się wydawało Liv. W międzyczasie Pete i Maddie dekorują miejską choinkę, a Parker chce się zemścić na Joeym. Gościnnie: Kurt Long jako Johnny Nimbus, Ella Anderson jako Jenny Keene Piosenka: Let It Snow. |                         |                             |              |                                                     |                      |                      |     |
| 11 | Switch-a-Rooney         | Się podmieniać              | Andy Fickman | Danielle Hoover i David Monohan                     | 17 stycznia 2014     | 10 maja 2014         | 109 |
| Liv dostaje propozycję, żeby zagrać w filmie na podstawie komiksu „Gwiezdne wilkołaki”, a Maddie oblewa prawo jazdy. Obie mają z tymi rzeczami problem, więc dziewczyny zamieniają się miejscami, by pomóc sobie nawzajem. Tymczasem Parker i Joey chcą udowodnić wszystkim, że dziewczyna nie jest odpowiednia do męskiej roli w filmie, a Diggie stara się przypodobać Pete. Gościnnie: Ryan McCartan jako Diggie, Jimmy Bellinger jako Artie, Suzy Nakamura jako Tammy |                         |                             |              |                                                     |                      |                      |     |
| 12 | Dump-a-Rooney           | Się gra w turnieju          | Andy Fickman | John D. Beck i Ron Hart                             | 26 stycznia 2014     | 17 maja 2014         | 110 |
| Pete i Maddie grają w turnieju koszykówki. Joey wygrywa w konkursie dzień z trenerem osobistym Bernardem. Maddie rozmyśliła się i chce grać z Bernardem przeciwko ojcu, bo jest wysoki. Pete natomiast na złość Maddie zaprasza do drużyny Diggiego. Maddie grozi Diggiemu, który rezygnuje z gry z ojcem Maddie, po tym jak dowiaduje się, że Bernard nie umie grać w koszykówkę. Potem okazuje się, że Bernard umie grać w koszykówkę, tylko wtedy kiedy nałoży okulary. Bernard i Diggie grają przeciwko Pete’owi oraz Maddie i wygrywają. Gościnnie: Ryan McCartan jako Diggie, Dwight Howard jako Bernard                                                                                    |                         |                             |              |                                                     |                      |                      |     |
| 13 | Move-a-Rooney           | Się przeprowadza            | Andy Fickman | Ernie Bustamante                                    | 9 lutego 2014        | 24 maja 2014         | 112 |
| Gdy dom opanowują termity, dzieciaki podsłuchują rozmowę rodziców o wyprowadzce na weekend do Maddison, jednak dzieciaki źle zrozumieją rozmowę i myślą, że muszą się wyprowadzić. Postanawiają swój ostatni dzień w mieście spędzić najlepiej jak się da. Gościnnie: Ryan McCartan jako Diggie, Jimmy Bellinger jako Artie Smalls |                         |                             |              |                                                     |                      |                      |     |
| 14 | Slump-a-Rooney          | Się przygotowuje do filmu   | Andy Fickman | John Peaslee                                        | 9 marca 2014         | 31 maja 2014         | 114 |
| Maddie i Grucha są podekscytowane tym, ze mogą zostać wybrane do drużyny softballowej. Maddie zdaje sobie sprawę, że mogą zawalić rozmowę kwalifikacyjna, gdyż Grucha ciągle myśli o Joeym. W międzyczasie Parker pomaga Evanowi zdobyć niebieski pas karate, a Liv zostaje zaproszona do programu o gotowaniu. Gościnnie: Jessica Marie Garcia jako Grucha, Kurt Long jako Johnny Nimbus, Carter Hasting jako Evan, Elaine Kao jako Sensei Rae Dawn |                         |                             |              |                                                     |                      |                      |     |
| 15 | Moms-a-Rooney           | Się ma mamę                 | Andy Fickman | Jenny Keene                                         | 16 marca 2014        | 9 sierpnia 2014      | 115 |
| Maddie i Karen biorą udział w pionierskim konkursie Matek i Córek, jednak Liv nie może znieść faktu iż Karen powiedziała, że ta nie wytrzyma w lesie więc razem ze swoją serialową matką przyjeżdża do lasu. Tymczasem Parker i Joey chcą zebrać kasę robiąc w domu zlot fanów Liv. Gościnnie: Jimmy Bellinger jako Artie Smalls, Molly Hagan jako pani Wakefield, Dorie Barton jako Bree |                         |                             |              |                                                     |                      |                      |     |
| 16 | Shoe-a-Rooney           | Się ma ten wewnętrzny blask | Andy Fickman | William Luke Schreiber                              | 6 kwietnia 2014      | 30 sierpnia 2014     | 117 |
| Liv stara się wydobyć z Maddie „wewnętrzny blask”, więc załatwia jej wygodne buty na obcasach. Maddie tak się od nich uzależniła, że olewa treningi i w końcu mecz. Tymczasem Joey chce dostać lepszą ocenę z WF, a Parker chce pokazać Evanowi jak wywinąć się od zadań domowych. Gościnnie: Ryan McCartan jako Diggie, Jessica Marie Garcia jako Grucha, Carter Hasting jako Evan, Bridget Shergalis jako Brudas |                         |                             |              |                                                     |                      |                      |     |
| 17 | Howl-a-Rooney           | Się wyje                    | Andy Fickman | Danielle Hoover i David Monahan                     | 13 kwietnia 2014     | 26 lipca 2014        | 116 |
| Liv przygotowuje się do roli w „Gwiezdnych wilkołakach”, jednak nadal nie umie wyć. Załatwia sobie dziewczynę, która wychowała się wśród wilków, by ta jej pomogła. Tymczasem Maddie nie może znieść tego, że Diggie spędza dużo czasu z Joeym. Gościnnie: Ryan McCartan jako Diggie, Fahim Anwar jako reżyser, David J. Wurmlinger jako kurier, Kell Mitchell jako Q-Gość Gość specjalny: Laura Marano jako Kiełska |                         |                             |              |                                                     |                      |                      |     |
| 18 | Flashback-a-Rooney      | Się chowa                   | Andy Fickman | Sylvia Green                                        | 4 maja 2014          | 4 października 2014  | 118 |
| Do Maddie przychodzi list z Olimpiady Juniorów czy się dostała czy nie. Liv otwiera list i czyta, że Maddie się dostała, lecz nie chce by jej siostra wyjechała na rok, więc ukrywa list. Tymczasem Parker i Diggie chcą odkryć nowe hobby Joeya. Gościnnie: Ryan McCartan jako Diggie, Tate Chapman jako 10-letnia Liv, Abby Chapman jako 10-letnia Maddie, Gianni Decenzo jako 9-letni Joey, Timothy Granaderos jako listonosz |                         |                             |              |                                                     |                      |                      |     |
| 19 | BFF-a-Rooney            | Się jest zazdrosnym         | Andy Fickman | Kali Rocha i Johnathan McClain                      | 22 czerwca 2014      | 11 października 2014 | 119 |
| Do Liv przyjeżdża jej najlepsza przyjaciółka z Hollywood. Maddie staje się zazdrosna, gdy ta podrywa Diggiego. Tymczasem Joey i Artie chcą znaleźć skarb ukryty w szkole. Gościnnie: Ryan McCartan jako Diggie, Jimmy Bellinger jako Artie Smalls, Raquel Castro jako South Salamanca, Jenny Phagan jako Amy Smalls, Marla Maples jako Amy Becker |                         |                             |              |                                                     |                      |                      |     |
| 20 | Song-a-Rooney           | Się kradnie pomysły Maddie  | Andy Fickman | Linda Mathious i Heather MacGillvray i Sylvia Green | 29 czerwca 2014      | 18 października 2014 | 120 |
| Liv jest podekscytowana by rodzina obejrzała jej najnowszy klip, jednak okazuje się, że piosenka jest totalną porażką. Stara się napisać nową piosenkę, więc kradnie pomysły Maddie. Tymczasem Maddie chce przed olimpiadą Juniorów spędzić więcej czasu z Diggiem, więc się zatrudnia u niego w pracy. Gościnnie: Ryan McCartan jako Diggie, Bridget Shergalis jako Brudas, Rena Strober jako Becki Bickelhoff Piosenki: FroyoYOLO; Count Me In |                         |                             |              |                                                     |                      |                      |     |
| 21 | Space-Werewolf-a-Rooney | Się daje rade               | Andy Fickman | John D. Beck i Ron Hart                             | 27 lipca 2014        | 25 października 2014 | 121 |
| Liv chce udowodnić, że jest odpowiednia do roli Tristana, więc postanawia wszystkie niebezpieczne wyczyny w filmie zrobić bez kaskadera. Tymczasem Maddie podczas zawodów łamie nogę, co uniemożliwia jej pojechanie na „Olimpiadę Juniorów” Gościnnie: Ryan McCartan jako Diggie, Jessica Marie Garcia jako Grucha, Garry Marshall jako Vic Defazerelli, Mim Drew jako Whitney Gurra, Zachary Ford jako reporter |                         |                             |              |                                                     |                      |                      |     |

### Seria 2: 2014–15
- Ten sezon zawiera 24 odcinki.
- Benjamin King jest nieobecny w 5 odcinkach.

1. | 22                                                                                                                                                                                                                                                                                                                                                                                                                                                                                                                                              | Premiere-a-Rooney       | Się idzie na premierę     | Shelley Jensen     | John D. Beck i Ron Hart              | 21 września 2014     | 7 lutego 2015    | 201 |
| Liv dowiaduje się, iż premiera Gwiezdnych wilkołaków jest tego samego dnia co Wisconsin Cheedar-Brat Fest, na którym miała wystąpić razem z Maddie. Gościnnie: Ryan Mccartan jako Diggie, Kurt Long jako Johnny Nimbus, Mim Drew jako Whitney Gurra, Ron Pearson jako król precli |                         |                           |                    |                                      |                      |                  |     |
| 23 | Pottery-a-Rooney        | Się doradza               | Shelley Jensen     | John Peaslee                         | 28 września 2014     | 14 lutego 2015   | 202 |
| Podczas gdy Maddie nadal ma skręconą kostkę, postanawia znaleźć sobie jakieś inne zajęcie. Tymczasem Karen chce porady od Liv w sprawie mody. Gościnnie: Jessica Marie Garcia jako Grucha, Bridget Shergalis jako Brudas, Herbie Jackson jako Reggie, Holli Dean jako koszykarka |                         |                           |                    |                                      |                      |                  |     |
| 24 | Helgaween-a-Rooney      | Się ma trzecią siostrę    | Rich Correll       | John D. Beck i Ron Hart              | 5 października 2014  | 21 lutego 2015   | 207 |
| Magiczny amulet powoduje, że Liv i Maddie nie są bliźniaczkami tylko trojaczkami, a ich siostrą jest przerażająca Helga. Tymczasem Joey i Parker chcą stworzyć swoich własnych klonów. Gościnnie: Jessica Marie Garcia jako Grucha |                         |                           |                    |                                      |                      |                  |     |
| 25 | Kathy Kan-a-Rooney      | Się robi żarty            | Linda Mendoza      | Danielle Hoover i David Monahan      | 12 października 2014 | 28 lutego 2015   | 204 |
| Do Stevens Point przyjeżdża Kathy Kan – koreańska gwiazda, która ma zagrać w koreańskiej wersji „Wydaj głos” i ma spędzać czas z Liv. Liv zaprzyjaźnia się z Kathy i razem postanawiają zachowywać się jak normalne nastolatki, więc wpadają na pomysł by robić żarty. Tymczasem Parker jest wyśmiewany przez kolegów, gdyż ogląda serial dla dziewczyn. Gościnnie: Herbie Jackson jako Reggie, Tara Karsian jako pani Kneebauer, Shane Cambria jako Splat Gość specjalny: Piper Curda jako Kathy Kan Nieobecny: Benjamin King jako Pete Rooney |                         |                           |                    |                                      |                      |                  |     |
| 26 | Match-a-Rooney          | Się łączy w pary          | Rich Correll       | David Tolentino                      | 2 listopada 2014     | 7 marca 2015     | 205 |
| Liv postanawia ostatecznie zeswatać Joeya i Gruchę podczas szkolnych tańców. Gościnnie: Jessica Marie Garcia jako Grucha, Herbie Jackson jako Reggie, Jimmy Bellinger jako Artie Smalls, Jada-Iman Benjamin jako Emily Watson |                         |                           |                    |                                      |                      |                  |     |
| 27 | Hoops-a-Rooney          | Się uczy koszykówki       | Rich Correll       | Sylvia Green                         | 23 listopada 2014    | 14 marca 2015    | 206 |
| Liv ma zagrać w filmie o koszykówce, więc Maddie i Grucha chcą ją nauczyć grać w koszykówkę. Tymczasem Joey staje się pewny siebie przez garnitur, który dała mu Karen. Gościnnie: Jessica Marie Garcia jako Grucha, Brianne Tju jako Alex, Rena Strober, Becki Bickelhoff |                         |                           |                    |                                      |                      |                  |     |
| 28 | New Year’s Eve-a-Rooney | Się wkracza w Nowy Rok    | Victor Gonzalez    | John Peaslee                         | 7 grudnia 2014       | 21 marca 2015    | 208 |
| Liv jest współprowadzącą sylwestrowej imprezy w Stevens Point. Tymczasem Maddie i Diggie starają się być w związku na odległość. Gościnnie: Ryan McCartan jako Diggie, kurt Long jako Johnny Nimbus Piosenka: You, Me and the Beat; FroyoYOLO |                         |                           |                    |                                      |                      |                  |     |
| 29 | Bro-Cave-a-Rooney       | Się rewanżuje             | Adam Weissman      | John D. Beck i Ron Hart              | 18 stycznia 2015     | 28 marca 2015    | 203 |
| Joey i Parker muszą w końcu posprzątać swój pokój, więc przez podstęp próbują zmusić Liv i Maddie do sprzątania za nich, ale dziewczyny gdy dowiadują się co zamierzali ich bracia postanawiają się zemścić. |                         |                           |                    |                                      |                      |                  |     |
| 30 | Upcycle-a-Rooney        | Się traci                 | Chris Poulos       | Linda Mathious i Heather MacGillvray | 25 stycznia 2015     | 17 maja 2015     | 210 |
| Maddie jest zdruzgotana, gdy traci swoją bransoletkę, którą dała jej Liv. Jednak gdy Liv stara się wzbudzić w niej poczucie winy, ta postanawia się zemścić. Tymczasem Joey czuje się zraniony, gdy Parker znajduje sobie nowego fajnego starszego brata. Gościnnie: Victoria Molores jako Andie, Josh Swickard jako Todd Stetson Nieobecny: Benjamin King jako Pete Rooney |                         |                           |                    |                                      |                      |                  |     |
| 31 | Rate-a-Rooney           | Się ma dobre serce        | Adam Weissman      | Jennifer Keene                       | 8 lutego 2015        | 19 lipca 2015    | 215 |
| Liv, Maddie i ich przyjaciółki starają się pokazać, że nie należy oceniać dziewczyn na podstawie wyglądu. Gościnnie: Jessica Marie Garcia jako Grucha, Brianne Tju jako Alex, Miranda May jako Lacey, Josh Swickard jako Todd Stetson Piosenka: What a Girl Is |                         |                           |                    |                                      |                      |                  |     |
| 32 | Detention-a-Rooney      | Się w kozie siedzi        | Jody Margolin Hahn | John Peaslee                         | 15 lutego 2015       | 10 maja 2015     | 209 |
| Parker nie chcąc występować z Karen w konkursie matek i synów celowo stara się dostać karę. Tymczasem Liv i Maddie chorują w tym samym czasie, więc Pete musi się nimi opiekować. Gościnnie: Jimmy Bellinger jako Artie Smalls, Tara Karsian jako pani Kneebauer, Shak Ghacha jako Dump Truck |                         |                           |                    |                                      |                      |                  |     |
| 33 | Muffler-a-Rooney        | Się wraca do gry          | Victor Gonzalez    | Sylvia Green                         | 1 marca 2015         | 24 maja 2015     | 211 |
| Maddie czuje się zdenerwowana, gdy po raz pierwszy od kontuzji ma grać w koszykówkę. Tymczasem Liv i jej przyjaciółka mają kręcić sequel filmu, w którym brały udział mając 6 lat, ale wkrótce zaczynają się kłócić. Gościnnie: Jessica Marie Garcia jako Grucha, Miranda May jako Lacey, Ariela Barer jako Shayna |                         |                           |                    |                                      |                      |                  |     |
| 34 | Gift-a-Rooney           | Się prezent daje          | Adam Weissman      | Kriss Turner Tower                   | 8 marca 2015         | 31 maja 2015     | 212 |
| Kiedy Diggie stara się kupić prezent dla Maddie z okazji ich rocznicy, Liv wtrąca się. Tymczasem Parker wymyśla nowy krem do twarzy dla Karen. Gościnnie: Ryan McCartan jako Diggie, Herbie Jackson jako Reggie, Jimmy Bellinger jako Artie Smalls, Peggy Miley jako Sylvia, David J. Wurmlinger jako Janitor Nieobecny: Benjamin King jako Pete Rooney |                         |                           |                    |                                      |                      |                  |     |
| 35 | Neighbors-a-Rooney      | Się ma nowego przyjaciela | Johnathan McClain  | Kali Rocha                           | 26 marca 2015        | 26 lipca 2015    | 213 |
| W czasie waśni z rodziną Dippledorf, Liv ożywia przyjaźń z ich synem Holdenem. Tymczasem Joey jest zafascynowany nowym członkiem Intergalactic Council. Gościnnie: Jimmy Bellinger jako Artie Smalls, Jordan Fisher jako Holden Dippledorf, Audrey Whitby jako Aubrey, Caryn Ward jako Cindy Dippledorf |                         |                           |                    |                                      |                      |                  |     |
| 36 | Repeat-a-Rooney         | Się powtarza klasę        | Benjamin King      | Marc C. Secada                       | 9 kwietnia 2015      | 5 września 2015  | 216 |
| Liv musi ukończyć projekt z 6 klasy, gdyż w przeciwnym razie będzie chodziła do letniej szkoły. Tymczasem Maddie stara się nauczyć Joeya, jak być sportowcem, by ten mógł zaimponować dziewczynie. Gościnnie: Herbie Jackson jako Reggie, Carter Hastings jako Evan, Kara Royster jako Kennedy, Gatlin Green jako Samantha, Miriam Flynn jako pani Snodgrass |                         |                           |                    |                                      |                      |                  |     |
| 37 | Cook-a-Rooney           | Się gotuje                | Andy Fickman       | Danielle Hoover i David Monahan      | 12 kwietnia 2015     | 2 sierpnia 2015  | 214 |
| By uratować klasę pana Clodfeltera w domu ekonomii, Maddie musi wygrać w konkursie kulinarnym z Artiem. Tymczasem Joey przekonuje Pete by ten sponsorował jego szkolne kluby. Gościnnie: Jimmy Bellinger jako Artie Smalls, Herbie Jackson jako Reggie, Kevin James jako pan Clodfelter |                         |                           |                    |                                      |                      |                  |     |
| 38 | Prom-a-Rooney           | Się idzie na bal          | Shannon Flynn      | Heather MacGillvray i Linda Mathious | 19 kwietnia 2015     | 9 sierpnia 2015  | 221 |
| Liv uświadamia sobie, że jest zakochana w Holdenie, ale Andie zaprasza go na bal przed Liv. Tymczasem Karen zaprasza kuzyna Craiga by ten poszedł na bal z Maddie, gdyż Diggie jest daleko. Gościnnie: Victoria Molores jako Andie, Jordan Fisher jako Holden Dippledorf Gość specjalny: Cameron Boyce jako Craig Piosenka: True Love |                         |                           |                    |                                      |                      |                  |     |
| 39 | Flugelball-a-Rooney     | Się zmienia i zrywa       | Adam Weissman      | David Talentino                      | 3 maja 2015          | 12 lipca 2015    | 219 |
| Diggie wraca z Tundrabani, ale Maddie zdaje sobie sprawę, że strasznie się zmienił. Tymczasem Parker stara się nauczyć nowego przyjaciela jazdy na rowerze. Pod koniec odcinka Diggie i Maddie zrywają. Gościnnie: Ryan McCartan jako Diggie, Shak Ghacha jako Dump Truck |                         |                           |                    |                                      |                      |                  |     |
| 40 | Band-a-Rooney           | Się ma zespół             | Jody Margolin Hahn | Danielle Hoover i David Monahan      | 14 czerwca 2015      | 18 września 2015 | 220 |
| Liv chce razem ze swoim zespołem konkurować podczas nadchodzącej Bitwy kapel. Tymczasem Joey i Artie także zakładają zespół, ale nie mogą się dogadać. Gościnnie: Victoria Molores jako Andie, Jordan Fisher jako Holden Dippledorf, Jesica Marie Garcia jako Grucha, Jimmy Bellinger jako Artie Smalls, Kurt Long jako Johnny Nimbus, Jennifer Candy jako Jennifer Nieobecny: Benjamin King jako Pete Rooney Piosenka: Say Hey |                         |                           |                    |                                      |                      |                  |     |
| 41 | Video-a-Rooney          | Się kręci klip            | Andy Fickman       | David Tolentino                      | 21 czerwca 2015      | 5 grudnia 2015   | 223 |
| Liv i jej koledzy z zespołu nie mogą się dogadać w sprawie najnowszego teledysku. Parker postanawia nakręcić teledysk nową kamerą, a Diggie dołącza do załogi. Gościnnie: Jessica Marie Garcia jako Grucha, Ryan McCartan jako Diggie, Victoria Molores jako Andie, Jordan Fisher jako Holden Dippledorf, Jimmy Bellinger jako Artie Smalls, Audrey Whitby jako Aubrey, Jennifer Candy jako Jennifer Nieobecny: Benjamin King jako Pete Rooney Piosenka: As Lond As I Have You                                                                  |                         |                           |                    |                                      |                      |                  |     |
| 42 | Triangle-a-Rooney       | Się ma próbę              | Andy Fickman       | Eric Abrams                          | 19 lipca 2015        | 16 sierpnia 2015 | 222 |
| Podczas próby do najnowszego występu Liv i Holden dzielą swój specjalny moment. Gościnnie: Herbie Jackson jako Reggie, Jordan Fisher jako Holden Dippledorf, Victoria Molores jako Andie, Jessica Marie Garcia jako Grucha |                         |                           |                    |                                      |                      |                  |     |
| 43 | Frame-a-Rooney          | Się wandalizuje           | Jody Margolin Hahn | William Luke Schreiber               | 26 lipca 2015        | 12 grudnia 2015  | 217 |
| Kiedy szkolna maskotka zostaje zwandalizowana, Liv, Maddie i Joey są zarówno podejrzanymi. Tymczasem Parker ma dzień wolny od szkoły, ale wpada w kłopoty z Reggiem. Gościnnie: Herbie Jackson jako Reggie |                         |                           |                    |                                      |                      |                  |     |
| 44 | SPARF-a-Rooney          | Się idzie na SPARF        | Andy Fickman       | Danielle Hoover i David Monahan      | 16 sierpnia 2015     | 8 stycznia 2016  | 303 |
| Maddie i Diggie próbują spotykać się z kimś innym na lokalnym festiwalu muzycznym. Tymczasem Liv pomaga Andie po rozstaniu. Gościnnie: Ryan McCartan jako Diggie, Brianne Tju jako Alex, Victoria Molores jako Andie, Andy Grammar jako on sam, Raquel Castro jako South Salamanca, Josh Swickard jako Todd Stetson, Kate Reinders jako Christina Rooney Nota: Odcinek był kręcony dla 3 sezonu, ale zostanie wyemitowany dla 2 sezonu z powodu trwania akcji „Sounds of Summer”                                                                |                         |                           |                    |                                      |                      |                  |     |
| 45 | Champ-a-Rooney          | Się kończy drugi sezon    | Andy Fickman       | John D Beck i Ron Hart               | 23 sierpnia 2015     | 19 grudnia 2015  | 224 |
| Przed wyjazdem do Australii, Diggie postanawia znaleźć Maddie i wyznać jej co czuje. Tymczasem Parker, Evan i Reggie chcą pozostać na kanapie, dopóki nie zacznie się nowy sezonu „Lindy & Heather”. Gościnnie: Ryan McCartan jako Diggie, Herbie Jackson jako Reggie, Carter Hastings jako Evan |                         |                           |                    |                                      |                      |                  |     |

### Seria 3: 2015–16
- Ten sezon liczy 20 odcinki.
- Dove Cameron jest obecna we wszystkich odcinkach

### Seria 4 (Cali Style): 2016–17
- Ten sezon liczy 15 odcinków.
- Benjamin King nie jest w tym sezonie częścią głównej obsady.
- Lauren Lindsay Donzis dołącza do głównej obsady w tym sezonie, ale jest nieobecna w trzech odcinkach.
- Kali Rocha jest nieobecna w jednym odcinku.
- Jest to ostatni sezon serialu.

| 66 | Sorta Sisters-a-Rooney    | Nowa trochę siostra w Kalifornii   | Andy Fickman          | John D. Beck i Ron Hart               | 23 września 2016     | 7 stycznia 2017      | 401 |
| Po tym jak Liv i Maddie z rodziną przeprowadziły się do Kalifornii, przyjeżdża ich kuzynka – Ruby. Liv i Maddie nazywają Ruby trochę siostrą. Liv przeraża portret Diggiego w jej i Maddie pokoju, więc Liv nakłania Ruby żeby zniszczyła „przez przypadek” portret Diggiego i by nic nie mówiła Maddie. Ruby nie ma serca zrobić tego Maddie. Potem przez przypadek Ruby niszczy obrazek Liv i Maddie „Siostry z przypadku, przyjaciółki z wyboru”. Później Maddie z Ruby naprawiają obrazek. Maddie mówi Ruby żeby nic nie mówiła Liv. W końcu Ruby nie wytrzymuje i mówi Maddie, że Liv chciała zniszczyć portret Diggiego, a Liv mówi, że przez przypadek zniszczyła obrazek Liv i Maddie i później Maddie naprawiła ich obrazek i nie kazała nic mówić Liv. Tymczasem Joey i Parker są w nowej szkole. Parker myśli, że będzie jak w starej szkole czyli, że będzie fajniejszy od Joeya. Jednak jest na odwrót. |                           |                                    |                       |                                       |                      |                      |     |
| 67 | Linda & Heather-a-Rooney  | Linda & Heather w Kalifornii       | Adam Weissman         | Linda Matthious i Heather MacGillvray | 30 września 2016     | 14 stycznia 2017     | 402 |
| Po tym, jak Liv Rooney odeszła z Voltage’u nikt z filmowców nie chce jej zatrudnić z powodu braku zaufania do jej osoby, nawet pomimo tego, że na castingach szuka się osoby podobnej właśnie do Liv. Bohaterka uważa, że aktualna rozmowa o nową rolę wypadła jej świetnie, ale wkrótce okaże się, że to tylko przypuszczenia, a menedżerka Becky poinformuje ją, że nic z tego. Później Liv dowiaduje się od Becky, że dostała rolę gościnną w ulubionym serialu Parkera „Linda & Heather”. Liv z Parkerem wybierają się na plan serialu. Wszystko na początku dobrze idzie, ale później Linda i Heather się kłócą. Po czym filmowcy znów przestają ufać Liv. Liv i Parker planują co zrobić żeby pogodzić ze sobą Linde i Heather.Tymczasem Karen dowiaduje się, że Grucha i Joey ze sobą zerwali. Jednak później okazuje się, że to nieporozumienie. Jednak Grucha i Joey robią sobie przerwę.                   |                           |                                    |                       |                                       |                      |                      |     |
| 68 | Scare-a-Rooney            | Halloween w Kalifornii             | Wendy Faraone         | David Tolentino                       | 14 października 2016 | 31 października 2017 | 403 |
| 69 | Sing It Louder!!-a-Rooney | Śpiewaj głośniej!! w Kalifornii    | Adam Weissman         | John Peaslee                          | 18 listopada 2016    | 21 stycznia 2017     | 404 |
| 70 | Slumber Party-a-Rooney    | Piżamowa impreza w Kalifornii      | Kevin C. Sullivan     | Danielle Hoover i David Monahan       | 25 listopada 2016    | 28 stycznia 2017     | 405 |
| 71 | Cali Christmas-a-Rooney   | Trochę Święta w Kalifornii         | Andy Fickman          | Sylvia Green                          | 2 grudnia 2016       | 9 grudnia 2017       | 411 |
| 72 | Standup-a-Rooney          | Standup w Kalifornii               | Chris Poulos          | Betsy Sullenger                       | 6 stycznia 2017      | 4 lutego 2017        | 406 |
| 73 | Roll Model-a-Rooney       | Model w Kalifornii                 | Leonard R. Garner Jr. | Jenny Keene                           | 13 stycznia 2017     | 11 lutego 2017       | 407 |
| 74 | Falcon-a-Rooney           | Falcon w Kalifornii                | Leonard R. Garner Jr. | William Luke Schreiber                | 20 stycznia 2017     | 18 lutego 2017       | 408 |
| 75 | Ex-a-Rooney               | Były w Kalifornii                  | Dave Cove             | Linda Mathious i Heather MacGillvray  | 27 stycznia 2017     | 25 lutego 2017       | 409 |
| 76 | Tiny House-a-Rooney       | Mały dom w Kalifornii              | John D. Beck          | Kali Rocha i Jonathan McClain         | 17 lutego 2017       | 4 marca 2017         | 410 |
| 77 | Big Break-a-Rooney        | Wielka szansa w Kalifornii         | Wendy Farone          | Sonja Warfield                        | 24 lutego 2017       | 11 marca 2017        | 414 |
| 78 | Sing It Live!!!-a-Rooney  | Wydaj głos na żywo!!! w Kalifornii | Paul Hoen             | John Peaslee                          | 3 marca 2017         | 9 września 2017      | 412 |
| 79 | Voice-a-Rooney            | Głos w Kalifornii                  | Andy Fickman          | Ron Hart                              | 17 marca 2017        | 16 września 2017     | 413 |
| 80 | End-a-Rooney              | Koniec w Kalifornii                | Andy Fickman          | Danielle Hoover i David Monahan       | 24 marca 2017        | 23 września 2017     | 415 |